# Rocquancourt
Rocquancourt település Franciaországban, Calvados megyében. Lakosainak száma 976 fő (2018. január 1.). Rocquancourt Fontenay-le-Marmion, Garcelles-Secqueville, Saint-Aignan-de-Cramesnil, Saint-Martin-de-Fontenay, Tilly-la-Campagne és Le Castelet községekkel határos.

## Népesség
A település népessége az elmúlt években az alábbi módon változott:
| Lakosok száma | 506  | 503  | 530  | 581  | 700  | 819  | 833  | 893  | 959  | 976  |
|               | 1968 | 1975 | 1982 | 1999 | 2006 | 2011 | 2013 | 2016 | 2017 | 2018 |